# ペンザ
ペンザ（ロシア語: Пе́нза）はロシア連邦の都市。沿ヴォルガ連邦管区に含まれるペンザ州の州都。ヴォルガ川の支流スラ川に臨む。モスクワの南西625km。高速道路M5が走る。人口は524,632人（2016年）。

## 歴史
1663年にロシア南東部の前線基地として建設された。そのため町は都市計画もないまま国境の町として拡大していった。18世紀には交易の拠点として成長。1774年、プガチョフの乱で蜂起軍に占領される。町の人々はこの反乱を歓迎した。
ロシア革命期にはチェコ軍団が反ボリシェビキを掲げて蜂起した。第二次世界大戦後は工業都市となる。ソ連のコンピューター「ウラル」(Ural)はこの町で製造されていた。
1928年、短期間ながらレフ・カメーネフが党中央執行委員を除名されてペンザに流刑処分となった。
国立工科大学など5つの高等教育機関や、劇場、博物館などがある。

## 交通
郊外にペンザ空港があり、モスクワやサンクトペテルブルクへの直行便が運航されている。

## 姉妹都市
- マヒリョウ、ベラルーシ

## 著名な出身者
- フセヴォロド・メイエルホリド
- イワン・モジューヒン
- ヴォヴァ・ガルシェンコ、オルガ・ガルシェンコ
- ミハイル・レールモントフ - ペンザ近郊で成長した。